# Amos Bertolacci
Amos Bertolacci (* 20. Jahrhundert) ist ein italienischer Philosophiehistoriker auf dem Gebiet der islamischen Philosophie des Mittelalters.
Nach der Laurea in Philosophie im Jahr 1991 an der Universität Pisa wurde Bertolacci 1998 an der Universität Florenz mit einer Dissertation “Avicenna ed Averroè come fonti del Commento di Alberto Magno alla Metafisica di Aristotele: la dottrina dei trascendentali nei commentatori arabi di Aristotele e nel tredicesimo secolo latino” in Philosophie promoviert (dottorato). Eine zweite Promotion (Ph.D.) erfolgte 2005 an der Yale University im Fachbereich Near Eastern Languages and Civilizations mit einer Dissertation “The Reception of Aristotle’s Metaphysics in Avicenna’s Kitāb al-Šifāʾ: Textual and Doctrinal Analysis” bei Dimitri Gutas. Darauf folgte ein Jahr als Alexander-von-Humboldt-Stipendiat am Thomas-Institut der Universität zu Köln (2005–2006). Seit 2010 ist er außerordentlicher Professor für Islamische Philosophie an der Scuola Normale Superiore, Pisa.

## Forschungsschwerpunkte
Bertolacci arbeitet auf dem Gebiet der islamischen Philosophie insbesondere zur Rezeption der Metaphysik des Aristoteles, besonders bei Avicenna und Averroes, unter anderem als Quellen für Albertus Magnus.

## Schriften (Auswahl)
Monographien
- The Reception of Aristotle’s Metaphysics in Avicenna’s Kitāb al-Šifāʾ. A Milestone of Western Metaphysical Thought (= Islamic Philosophy, Theology and Science, Band 63). Brill, Leiden/Boston 2006

Übersetzungen
- Libro della Guarigione, Le Cose Divine di Avicenna (Ibn Sīnā). A cura di A. Bertolacci (eine annotierte italienische Übersetzung von Ilāhiyyāt of Avicenna’s Kitāb al-Šifāʾ, mit Einleitung, Korrekturen des arabischen Texts und Indices). Hard-cover edition: Collezione “Classici della Filosofia”, UTET (Unione Tipografico-Editrice Torinese), Turin 2007. Paperback edition, Collezione “Classici del Pensiero” 53, UTET Libreria, Turin 2008.